# إدموندو فابري
إدموندو فابري (بالإيطالية: Edmondo Fabbri)‏ (مواليد 16 سبتمبر 1921) هو لاعب كرة قدم. يلعب مع منتخب إيطاليا لكرة القدم. سبق له أن لعب في كأس العالم لكرة القدم مع منتخب بلاده.